# Йозеф Тисо
Йозеф Тисо (на словашки: Jozef Tiso; 13 октомври 1887 – 18 април 1947) е словашки свещеник и политик. През 30-те години е де факто ръководител на опозиционната Словашка народна партия, от октомври 1938 до март 1939 е министър-председател на автономна Словакия в рамките на Чехословакия, а от октомври 1939 до април 1945 е президент на Словашката република, която тогава е сателитна държава на Нацистка Германия.
През 1910 г. Йозеф Тисо е ръкоположен за свещеник. От 1925 г. е депутат в чехословашкия парламент от опозиционната Словашка народна партия. В периода 1927 – 1929 е министър на младежта и спорта на Чехословакия. По време на Втората световна война Тисо е начело на Словашката република, която се намира в съюзнически отношения с Германия. При неговото управление около три четвърти от словашките евреи са депортирани в германски концентрационни лагери, главно в Аушвиц, като малка част от тях оцеляват.
През август 1944 г. в Словакия избухва народно въстание срещу нацисткото правителство. Когато Тисо осъзнава, че не може да го потуши сам, той моли германците за помощ. С тяхна намеса в края на октомври той успява да потуши въстанието, в което загиват хиляди словаци. След потушаването държи благодарствена реч на площада в Банска Бистрица и награждава немски войници.
След завземането на Словакия от сталиниската Червената армия, Тисо бяга в Австрия и се скрива в манастира в Кремсмюнстер. Там той е похитен от съюзниците и предаден на комунистическото чехословашко правителство. Осъден на смърт чрез обесване, Тисо е екзекутиран от сталинистите на 18 април 1947 г. и тайно погребан в Мартинското гробище в Братислава.